# 70-10 Tour
70-10 Tour —subtitulada All the Hits and More— fue una gira musical del grupo británico Supertramp realizada por Europa y Canadá entre septiembre de 2010 y julio de 2011. La gira, la primera del grupo en ocho años desde la realización del One More for the Road Tour, fue realizada con motivo del 40.º aniversario de la formación del grupo en 1970.
La gira fue la quinta de Supertramp con Rick Davies como líder del grupo, después de que Roger Hodgson lo abandonase después de la gira Famous Last Tour en 1983. Además, a diferencia de la gira anterior, no incluyó la presencia de Mark Hart, miembro habitual de Supertramp desde la grabación de Free as a Bird, por compromisos con su grupo Crowded House. En su lugar, el grupo se vio aumentado por la inclusión del teclista Gabe Dixon y de la corista Cassie Miller. La formación fue completada por Bob Siebenberg (batería), John Helliwell (saxofón), Carl Verheyen (guitarra), Cliff Hugo (bajo), Jesse Siebenberg (percusión y guitarra) y Lee Thornburg (trompeta y trombón).

## Historia
De forma similar a anteriores giras, 70-10 Tour volvió a contar con la ausencia de Roger Hodgson, miembro fundador de Supertramp que abandonó el grupo en 1983. Hodgson criticó en varias entrevistas la gira de Supertramp debido al uso de sus canciones en la voz de Dixon y Siebenberg, lo cual, según el músico, rompía un acuerdo verbal que había alcanzado con Davies tras su salida del grupo, y según el cual el segundo podría seguir utilizando el nombre del grupo a cambio de no interpretar las canciones del primero.
En un comunicado, Davies desveló que se había reunido con Hodgson para discutir la posibilidad de una reunión, pero que, quince meses después, no alcanzaron ningún acuerdo. Davies también comentó al respecto: «Sé que hay algunos seguidores que quieren que eso suceda. Hubo un tiempo en que había esperado por eso también. Pero el pasado reciente lo hace imposible. Para poder tocar un buen concierto necesitas armonía, tanto musical como personal. Desafortunadamente eso no existe entre nosotros y prefiero no destruír los recuerdos de tiempos más armoniosos entre todos nosotros».
Usando la misma banda de las giras It's About Time Tour y One More for the Road Tour, con la excepción de la ausencia de Mark Hart por compromisos con su grupo Crowded House y su sustitución por Gabe Dixon, la gira 70-10 Tour comenzó el 2 de septiembre de 2010 con un concierto en Halle, Alemania, seguido de treinta y cinco conciertos en países de Europa Occidental como Francia, Austria, Suiza, España, Italia, Portugal, Bélgica, Países Bajos, Reino Unido e Irlanda.
Un año después, la gira fue ampliada con una nueva etapa con doce conciertos en Canadá, que comenzó el 31 de mayo de 2011 en Victoria y finalizó el 17 de junio en Montreal, con paradas en Vancouver, Calgary, Toronto, Montreal y Quebec. En julio, Supertramp añadió una nueva etapa europea con varios conciertos en Francia, incluyendo su concierto número 1 000, que tuvo lugar en París, y en el cual, además del repertorio habitual de la gira, interpretaron una versión de «Don't You Lie to Me».
Todos los conciertos de la gira fueron grabados y vendidos a través de la web Simfy Live en formato CD y MP3.

## Personal
- Rick Davies: voz, piano y Wurlitzer
- Bob Siebenberg: batería
- John Helliwell: saxofón y clarinete
- Carl Verheyen: guitarra
- Cliff Hugo: bajo
- Jesse Siebenberg: voz, guitarra y percusión
- Lee Thornburg: trompeta y trombón
- Gabe Dixon: voz y teclados
- Cassie Miller: coros

## Lista de canciones
- «You Started Laughing»
- «Gone Hollywood»
- «Put On Your Old Brown Shoes»
- «Ain't Nobody But Me»
- «Breakfast in America»
- «Cannonball»
- «Poor Boy»
- «From Now On»
- «Give a Little Bit»
- «Downstream»
- «Asylum» (en varios conciertos)[6]
- «Rudy»
- «It's Raining Again»
- «Another Man's Woman»
- «Take the Long Way Home»
- «Bloody Well Right»
- «The Logical Song»
- «Goodbye Stranger»

Encore
- «Don't You Lie to Me» (solo en París, Francia)[7]

- «School»
- «Dreamer»
- «Crime of the Century»

## Conciertos
| Fecha                    | Ciudad           | País         |
| ------------------------ | ---------------- | ------------ |
| Europa                   |                  |              |
| 2 de septiembre de 2010  | Halle            | Alemania     |
| 4 de septiembre de 2010  | Mönchengladbach  | Alemania     |
| 5 de septiembre de 2010  | Friburgo         | Alemania     |
| 7 de septiembre de 2010  | Verona           | Italia       |
| 8 de septiembre de 2010  | Viena            | Austria      |
| 11 de septiembre de 2010 | La Coruña        | España       |
| 12 de septiembre de 2010 | Lisboa           | Portugal     |
| 14 de septiembre de 2010 | Oporto           | Portugal     |
| 15 de septiembre de 2010 | Madrid           | España       |
| 16 de septiembre de 2010 | Bilbao           | España       |
| 18 de septiembre de 2010 | Barcelona        | España       |
| 20 de septiembre de 2010 | Múnich           | Alemania     |
| 22 de septiembre de 2010 | Núremberg        | Alemania     |
| 24 de septiembre de 2010 | Mannheim         | Alemania     |
| 26 de septiembre de 2010 | Erfurt           | Alemania     |
| 27 de septiembre de 2010 | Hamburgo         | Alemania     |
| 29 de septiembre de 2010 | Berlín           | Alemania     |
| 30 de septiembre de 2010 | Leipzig          | Alemania     |
| 1 de octubre de 2010     | Frankfurt        | Alemania     |
| 3 de octubre de 2010     | Colonia          | Alemania     |
| 4 de octubre de 2010     | Arnhem           | Países Bajos |
| 6 de octubre de 2010     | Londres          | Reino Unido  |
| 8 de octubre de 2010     | Dublín           | Irlanda      |
| 11 de octubre de 2010    | Amberes          | Bélgica      |
| 12 de octubre de 2010    | Nantes           | Francia      |
| 14 de octubre de 2010    | Clermont-Ferrand | Francia      |
| 15 de octubre de 2010    | Ginebra          | Suiza        |
| 16 de octubre de 2010    | Lyon             | Francia      |
| 18 de octubre de 2010    | París            | Francia      |
| 20 de octubre de 2010    | Toulouse         | Francia      |
| 21 de octubre de 2010    | Toulon           | Francia      |
| 23 de octubre de 2010    | Turín            | Italia       |
| 24 de octubre de 2010    | Stuttgart        | Alemania     |
| 25 de octubre de 2010    | Zúrich           | Suiza        |
| 27 de octubre de 2010    | Lille            | Francia      |
| 28 de octubre de 2010    | París            | Francia      |
| Norteamérica             |                  |              |
| 31 de mayo de 2011       | Victoria         | Canadá       |
| 2 de junio de 2011       | Vancouver        | Canadá       |
| 3 de junio de 2011       | Kelowna          | Canadá       |
| 4 de junio de 2011       | Calgary          | Canadá       |
| 5 de junio de 2011       | Edmonton         | Canadá       |
| 7 de junio de 2011       | Saskatoon        | Canadá       |
| 8 de junio de 2011       | Winnipeg         | Canadá       |
| 11 de junio de 2011      | London           | Canadá       |
| 12 de junio de 2011      | Toronto          | Canadá       |
| 14 de junio de 2011      | Ottawa           | Canadá       |
| 15 de junio de 2011      | Quebec           | Canadá       |
| 17 de junio de 2011      | Montreal         | Canadá       |
| Europa                   |                  |              |
| 7 de julio de 2011       | Rouen            | Francia      |
| 8 de julio de 2011       | Estrasburgo      | Francia      |
| 10 de julio de 2011      | Nimes            | Francia      |
| 13 de julio de 2011      | Montecarlo       | Mónaco       |
| 14 de julio de 2011      | Montecarlo       | Mónaco       |
| 15 de julio de 2011      | Carcassonne      | Francia      |
| 16 de julio de 2011      | Carhaix-Plouguer | Francia      |